# Laterna magica (bok)
Laterna magica är regissören Ingmar Bergmans självbiografi från 1987. Boken utgavs på Norstedts förlag och har fått sitt namn från den laterna magica (projiceringsapparat) som Bergman fick som ung och som var en av de saker som ledde honom in i filmyrket.
Boken innehåller okronologiska skildringar från barndom till film- och teaterregissör. 
Boken har översatts till åtminstone 26 språk och fått stort internationellt intresse.